# Kanada na Zimních olympijských hrách 1936
Kanada se účastnila Zimní olympiády 1936. Zastupovalo ji 29 sportovců (22 mužů a 7 žen) v 7 sportech.

## Medailisté
| Medaile | Jméno | Sport       | Soutěž      |
| ------- | --- | ----------- | ----------- |
| Stříbro | Maxwell Deacon Hugh Farquharson Kenneth Farmer James Haggarty Walter Kitchen Raymond Milton Francis Moore Herman Murray Arthur Nash David Neville Alexander Sinclair Ralph St. Germain William Thomson | Lední hokej | Turnaj mužů |